# Gare de Thésée
Gare de Thésée vasútállomás Franciaországban, Thésée településen.

## Vasútvonalak
Az állomást az alábbi vasútvonalak érintik:
- Vierzon–Saint-Pierre-des-Corps-vasútvonal

## Kapcsolódó állomások
A vasútállomáshoz az alábbi állomások vannak a legközelebb:
- Gare de Saint-Aignan - Noyers (Gare de Vierzon-Ville)
- Gare de Montrichard (Gare de Saint-Pierre-des-Corps)